# Hakima El Meslahy
Hakima El-Meslahy, née le 17 mars 1988, est une taekwendoïste marocaine.

## Carrière
Hakima El Meslahy est médaillée d'or dans la catégorie des moins de 67 kg aux Championnats d'Afrique de taekwondo 2009 et dans la catégorie des moins de 73 kg aux Championnats d'Afrique de taekwondo 2010. 
Elle remporte ensuite l'or aux Jeux mondiaux militaires d'été de 2011 en moins de 67 kg. Elle est médaillée d'argent des moins de 67 kg aux Jeux méditerranéens de 2013.
Elle est médaillée de bronze des moins de 67 kg des Championnats d'Afrique de taekwondo 2014 et des Jeux mondiaux militaires d'été de 2015, et médaillée d'argent des moins de 57 kg des Championnats d'Afrique de taekwondo 2016.